# The Triumph of Sherlock Holmes
The Triumph of Sherlock Holmes (deutsch Der Triumph des Sherlock Holmes) ist ein britischer Mysteryfilm aus dem Jahr 1935. Die Regie führte Leslie S. Hiscott. Der Film basiert auf dem vierten Roman Das Tal der Angst von Arthur Conan Doyle.

## Handlung
Sherlock Holmes und Dr. Watson befinden sich im Ruhestand und werden beauftragt, einen mysteriösen Mord zu untersuchen. Sie finden heraus, dass die amerikanische kriminelle Freimaurer-Organisation The Scowrers dahintersteckt, die im Auftrag des im Hintergrund agierenden skrupellosen Professors Moriarty die Rache an einem im Gefängnis befindlichen Informanten nahmen. Holmes löst den Mordfall, überführt den Professor und bringt Moriarty vor Gericht.

## Produktion
Der Film wurde 1935 von Twickenham Film Studios in St. Margarets bei London produziert und war zuerst im Verleih bei Gaumont British Picture Corporation und Olympic Pictures. Der Schwarzweißfilm wurde auf 35-mm-Film im Acedemy-Fimformat (Bild-Seitenverhältnis 1,37:1) sowie im Mono-Sound (Visatone Sound System) hergestellt.

## Kritiken
„Der Film folgt … der Handlung des Romans fließend und mit erheblichem Einfallsreichtum, mit Ausnahme des jetzt unverzichtbaren Erscheinungsbildes des Professors Moriarty. Arthur Wontner ist der einzige Sherlock Holmes. Sein Spiel ist durchweg in einem einwandfreien Charakter und er scheint, als ginge er gerade aus den Sidney-Paget-Illustrationen hervor, die Sherlock Holmes universell unverkennbar machten.“